# NGC 5837
NGC 5837 è una galassia a spirale (SB(s)b) situata prospetticamente nella costellazione del Boote alla distanza di 385 milioni di anni luce dalla Terra.
In questa galassia sono state individuate due esplosioni di supernova denominate SN 2014ac di tipo Ia e SN 2015Z di tipo IIn.